# Habitatge al carrer del Remei, 24
L'Habitatge al carrer del Remei, 24 és una obra amb elements barrocs de Vic (Osona) inclosa a l'Inventari del Patrimoni Arquitectònic de Catalunya.

## Descripció
Edifici civil. Casa d'habitatges que consta de planta baixa i dos pisos. A la planta s'hi obren quatres portals rectangulars, un d'ells amb arc escarser. Al primer pis hi ha quatre balcons rectangulars amb llosanes d'obra i baranes de ferro forjat. Al segon pis s'hi obren quatre finestres rectangulars amb petits ampits treballats. El ràfec, d'una sola tirada, és força ampli i amb colls de fusta.
Cal remarcar els brancals i les llindes de les obertures, totes de pedra. També és interessant el treball de forja. La façana és arrebossada, però està força mal conservada. La casa sembla abandonada i només utilitzen els garatges.
Aquest edifici ha estat enderrocat, actualment hi ha una nova construcció.

## Història
Edifici que segurament prové de la parcel·lació barroca del segle xviii, sense que tinguem cap altra dada constructiva que ens permeti confirmar-ho o determinar alguna reforma.
L'origen més remot del carrer del Remei el podem trobar al construir-se l'oratori a l'extrem del carrer Sant Pere als segles xiii i xiv. Lloc de culte que va desaparèixer al segle xviii quan es feu el traçat de la carretera de Sentfores. Aleshores el temple es traslladà a l'altre extrem de l'actual carrer del Remei i s'hi establiren els Franciscans fins que el 1936 fou incendiada. El 1958 s'hi bastí l'església actual.
El carrer va patir les conseqüències de l'aiguat de 1863 que va malmetre gran part de les cases del carrer.